# Apelles (Vormund Philipps V.)
Apelles († 218 v. Chr. in Korinth) war ein makedonischer Politiker. Er gehörte dem Regentschaftsrat des jungen Königs Philipp V. an und suchte mit allen Mitteln, seinen Einfluss zu wahren, wurde aber wegen heimlicher Verbindungen mit den Feinden seines Königs hingerichtet.

## Leben
Apelles wurde vom makedonischen König Antigonos III. Doson († 221 v. Chr.) zu einem Mitglied des Regentschaftsrats des noch jugendlichen Thronerben Philipp V. ernannt. Er war ein herrschsüchtiger Mann und suchte nach Antigonos’ Ableben den Einfluss des Aratos auf Philipp V. zu brechen, um den jungen König dann selbst beherrschen zu können. Da sich seine deshalb gegen Aratos erhobenen Beschuldigungen als Verleumdungen erwiesen, erreichte er im Gegenteil, dass der Herrscher sich ihm entfremdete und enger mit Aratos verband.
Diese Zurücksetzung wollte Apelles nicht hinnehmen und bemühte sich in Kooperation  mit anderen Höflingen, Philipp V. heimlich bei dessen Feldzügen zu behindern, um selbst unersetzlich zu wirken. Er begab sich nach Chalkis, war dort bald sehr angesehen und agitierte von dort aus insgeheim gegen den makedonischen König, indem er ihm die Mittel zur Kriegführung zu entziehen suchte. Diese Aktionen des Apelles machten Philipp V. auch zu schaffen. Später ärgerte Apelles sich ebenso wie die mit ihm verbündeten Hofleute, dass der König im Bundesgenossenkrieg doch Erfolge gegen die Ätoler zu erzielen  vermochte. Nach der Rückkehr nach Korinth wurde ihm von Philipp V. ein kühler Empfang bereitet und er musste erkennen, dass er seinen Einfluss eingebüßt hatte. Bald darauf wurde bekannt, dass die Kamarilla, der Apelles angehörte, die Ätoler heimlich zu weiterem Widerstand anstachelte. Der König erteilte nun die Anordnung, Apelles zu ergreifen und nach Korinth zu schaffen. In dieser Stadt wurde Apelles mit seinem Sohn und seinem Geliebten 218 v. Chr. hingerichtet.